# Constituição da Finlândia
A Constituição da Finlândia  é a suprema fonte nacional do direito da Finlândia. Ele define a base, estrutura e organização do Governo da Finlândia, a relação entre diferentes órgãos constitucionais, e leis dos direitos fundamentais dos cidadãos Finlandeses. A constituição original foi feita em 1919, pouco depois da declaração de independência da Finlândia em 1917, mas a atual constituição é de 1 de março de 2000.

## Principal provisão
O texto oficial da constituição consiste em 131 seções, divididos em 13 capítulos:
- Capítulo 1: Provisões fundamentais
- Capítulo 2: Direitos básicos e liberdade
- Capítulo 3: Parlamento e Representantes
- Capítulo 4: Atividade parlamentar
- Capítulo 5: O Presidente da República e o Governo
- Capítulo 6: Legislação
- Capítulo 7: Finanças do estado
- Capítulo 8: Relações internacionais
- Capítulo 9: Supervisão de legalidade
- Capítulo 10: Administração e autogoverno
- Capítulo 11: Defesa nacional
- Capítulo 13: Provisões finais